# Hendrik van Rheede
Hendrik Adriaan van Rheede tot Drakenstein (Amsterdam, 13 avril 1636-en mer au large de Bombay, 15 décembre 1691) est un explorateur, botaniste et administrateur colonial néerlandais.

## Biographie
Il entre en 1657 dans la compagnie néerlandaise des Indes orientales et est envoyé à Ceylan (1665). Il part ensuite sur la côte de Malabar où il est nommé gouverneur (1670-1677). Il botanise alors à Java.

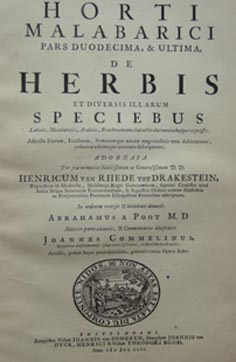
Couverture de l'original en latin de lHortus Malabaricus

Il est célèbre pour son Hortus malabaricus, encyclopédie botanique de la région Sud de l'Inde publiée entre 1678 et 1703 et contenant également des informations économiques et médicales. Cet ouvrage constitue la principale source d'information sur la botanique indienne disponible en Europe à cette époque.

## Hommage
La légumineuse Entada rheedii a été nommée en son honneur.